# Roodsnuitjonker
De roodsnuitjonker (Pseudagrion sublacteum) is een juffer uit de familie van de waterjuffers (Coenagrionidae).
De roodsnuitjonker staat op de Rode Lijst van de IUCN als niet bedreigd, beoordelingsjaar 2008. De soort komt voor in een groot deel van Afrika en het Midden-Oosten.
De wetenschappelijk naam van de soort werd in 1893 als Caenagrion sublacteum gepubliceerd door Ferdinand Anton Franz Karsch. De Nederlandstalige naam is ontleend aan Libellen van Europa.